# Lettret
 Lettret  es una comuna y población de Francia, en la región de Provenza-Alpes-Costa Azul, departamento de Altos Alpes, en el distrito de Gap y cantón de Tallard. Está integrada en la Communauté de communes de Tallard-Barcillonnette.

## Demografía
| 73 | 61 | 55 | 81 | 92 | 109 |
| Para los censos de 1962 a 1999 la población legal corresponde a la población sin duplicidades (Fuente: INSEE [Consultar]) |    |    |    |    |     |